# Ljungby pastorat
Ljungby pastorat är ett pastorat i Allbo-Sunnerbo kontrakt i Växjö stift i Svenska kyrkan.
Pastoratskoden är 060308.
Pastoratet omfattar följande församlingar:
- Ljungby församling
- Lidhults församling
- Odensjö församling
- Vrå församling
- Annerstads församling
- Torpa församling
- Ljungby Maria församling
- Angelstads församling